# Джої Тріббіані
Джозеф Френсіс Тріббіані молодший (англ. Joseph Francis Tribbiani, Jr.) — вигаданий персонаж американських телевізійних серіалів «Друзі» і «Джої».
Його роль у серіалах виконав актор Метт Леблан.
Повне ім'я героя — Джозеф, але друзі і рідні звуть його Джої (англ. Joey; правильніший переклад — Джоуї [джерело?]).

## Біографія
Джої народився в італо-американській сім'ї, в якій крім нього було сім сестер.
У серіалі Джої зображений як стереотипний актор. Він бідний, малоосвічений, наївний і перебуває у постійному пошуку роботи. Разом із тим він дуже привабливий і має успіх серед жінок, чим постійно і користується. Джої дуже любить попоїсти і найскладніший вибір для нього — між дівчиною і їжею.
Упродовж серіалу Джої часто змінює роботу: він знімається в телевізійній рекламі, виступає у театрі, співає в мюзиклах, знімається у фільмах і серіалах, викладає на акторських курсах. Найвідоміша роль Джої — роль нейрохірурга Дрейка Раморе у популярному телевізійному серіалі «Дні нашого життя». Проте сценаристи цього серіалу, образились на те, що Джої сказав в інтерв'ю, буцім-то сам придумує свої тексти, вбили його персонажа кинувши в шахту ліфта. Утім, пізніше Джої знов повернувся у серіал, але його герой майже увесь час пролежав у комі.

## Взаємини
В одному з епізодів «Друзів» показано, як Джої познайомився з рештою героїв, прийшовши за оголошенням до Чендлера Бінґа, який шукав сусіда для зняття квартири. Від того моменту Чендлер і Джої стали найкращими друзями і через багато що пройшли разом: вони загубили дитину Роса Ґеллера, завели Курча і Каченя, побудували величезну шафу, що затулила вхід до обох кімнат їхньої квартири, змінили обідній стіл на настільний футбол, цілодобово дивилися телевізор. Джої і Чендлер мешкали разом аж поки Чендлер не переїхав до квартири Моніки (окрім того, Джої одного разу переселявся в окрему квартиру, але швидко повернувся). Та навіть коли Чендлер і Моніка вирішили переїхати в окремий будинок, вони пообіцяли, що в ньому обов'язково буде кімната для Джої.
Коли Чендлер переселився до Моніки, а квартира Фібі Буффе згоріла, сусідкою Джої стала Рейчел Ґрін. Сумісне проживання дуже зближувало їх і, зрештою, Джої закохався у неї. Проте, через деякий час вони усвідомили, що вони просто дуже хороші друзі.
Джої має дуже добрі стосунки і з іншими друзями: він добре ставиться до Роса, постійно здійснює набіги на холодильник Моніки і дуже близький із Фібі.

## Після «Друзів»
Після закінчення серіалу «Друзі», на екрани вийшов серіал «Джої», головним героєм якого став Джої Тріббіані. За сюжетом він вирушає до Лос-Анджелеса, де живуть його сестра і небіж, для того, щоб здійснити свою мрію про справжню акторську кар'єру. Але цей серіал мав низькі рейтинги і після другого сезону його закрили.

## Цікаві факти
- Джої — єдиний із шістьох друзів, який до кінця серіалу не був у шлюбі (і взагалі не одружувався).
- Точний вік Джої невідомий. В «Епізоді з птахом» (1995 року) він сказав, що йому 25 років. В «Епізоді з червоним светром» (2001 рік) Чендлер сказав, що Джої 32. А в першому сезоні серіалу «Джої» йшлося, що головному герою 35.
- Серіал «Дні нашого життя» існує насправді. У ньому грав батько акторки Дженніфер Еністон.
- У сьомому сезоні Джої одержав сан священника через Інтернет і повінчав дві пари (Чендлера і Моніку, а пізніше — Фібі і Майка).